# Могилёвский государственный университет
Могилёвский государственный университет имени А. А. Кулешова (бел. Магілёўскі дзяржаўны ўніверсітэт імя А. А. Куляшова) — белорусское государственное учреждение высшего образования со статусом университета, расположенное в Могилеве.

## История
Открыт 1 октября 1913 года как Могилёвский учительский институт. Первый выпуск учителей в количестве 33 человек состоялся в 1916 году.
В декабре 1918 года учительский институт был реорганизован в педагогический и получил статус высшего учебного заведения. В нём проводилась подготовка по социально-историческому, физико-математическому, биологическому и литературно-художественным циклам и работников дошкольных учреждений.
В 1937 году при педагогическом институте был создан учительский институт с двухлетним сроком обучения, в 1938 году открылась аспирантура.
В июле 1944 года Могилёвский государственный педагогический институт восстановил свою деятельность в составе трех факультетов: исторического, географического, языка и литературы. Обучение в нём начали 570 студентов на дневном отделении и 357 — на заочном. В институте тогда работало 16 преподавателей, четверо из которых имели ученые степени.
В 1978 году институту присваивается имя классика белорусской литературы, уроженца Могилёвщины Аркадия Кулешова.
В 1997 году после проведения государственной аккредитации институт был преобразован в Могилёвский государственный университет имени А. А. Кулешова.
В настоящее время он имеет 4 учебно-лабораторных корпуса, 3 учебно-спортивных комплекса, стадион, тренажёрно-восстановительный центр, учебно-биологическую базу «Любуж», 5 общежитий, 2 студенческие столовые, санаторий-профилакторий, кафе «Лабиринт», несколько музеев, лаборатории оперативной полиграфии, свыше 100 учебных кабинетов.

## Структура университета
В университете 7 факультетов:
- математики и естествознания
- иностранных языков
- историко-филологический
- педагогики и психологии детства

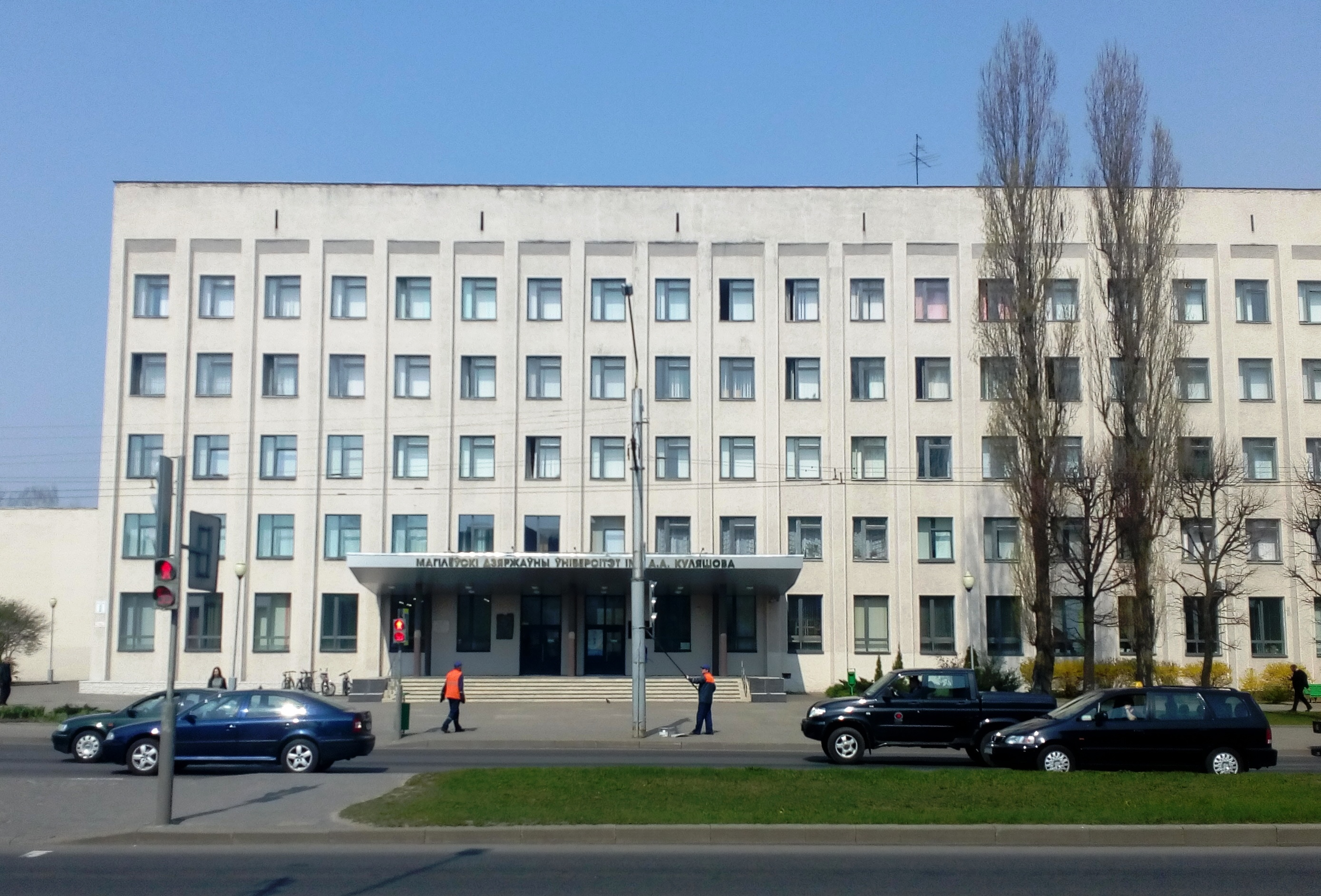
Учебный корпус № 1

- начального и музыкального образования
- физического воспитания
- экономики и права

Кроме того, в состав университета входят:
- институт повышения квалификации и переподготовки кадров
- социально-гуманитарный колледж
- Горецкий педагогический колледж

Университет осуществляет подготовку аспирантов по 10 специальностям.

## Научная деятельность
В 2019 г. сотрудниками университета опубликована 551 статья в научных изданиях, в том числе в рецензируемых научных журналах и изданиях — 138, книжных изданий — 106, в том числе монографий — 8. В Российский индекс научного цитирования входит 11 167 единиц, из них в 2019 г. вошло 937; в Web of Science включено 116 единиц, из них в 2019 г. — 8; в Scopus — 132 единицы, из них в 2019 г. — 12.
В 2017 году при университете создан совет по защите диссертаций К 02.03.01, которому разрешено проводить защиты диссертаций на соискание ученой степени кандидата наук по специальности 07.00.02 — отечественная история (исторические науки).
В университете издается научный и методический журнал «Вестник Могилевского государственного университета имени А. А. Кулешова» и малотиражная газета «Университетский вестник».

## Награды
В 2020 году вынесен на «Республиканскую доску Почета победителей соревнования за 2019 год» среди научных организаций.

## Обвинения в политических репрессиях против студентов
Согласно отчёту, подготовленному Польским фондом свободы и демократии, Константин Бондаренко, ректор университета, отчислял студентов за их политическую деятельность.